# Хинцерт (концентрационный лагерь)
Хинцерт (нем. SS-Sonderlager Hinzert) — нацистский концентрационный лагерь. Создан в октябре 1939 году вблизи города Хинцерт-Пёлерт, в 30 километрах от люксембургской границы. За годы войны в этот лагерь попали около 14 тысяч и были убиты около тысячи человек.

## История
Впервые здания, построенные в 1938 году для работников Германского трудового фронта, строивших Западный вал, стали использоваться в качестве тюрьмы 16 октября 1939 года. В этих бараках содержались «лентяи, отлынивающие от строительных работ». Часть лагеря уже тогда носила название SS-Sonderlager Hinzert. Позже, под управление концентрационного лагеря Хинцерт попали множество других помещений, расположенных вокруг тюремных бараков.
С 1 июля 1940 года лагерь официально стал концентрационным, кроме безработных в него стали помещать и политических заключённых. Бараки были рассчитаны на 560 человек, но в течение лет в них были вынуждены существовать от 1 200 до 1 500 заключённых. По официальным данным, в лагере погиб 321 человек, однако французские расследования показали, что настоящее число погибших составляет около одной тысячи.

## См. также

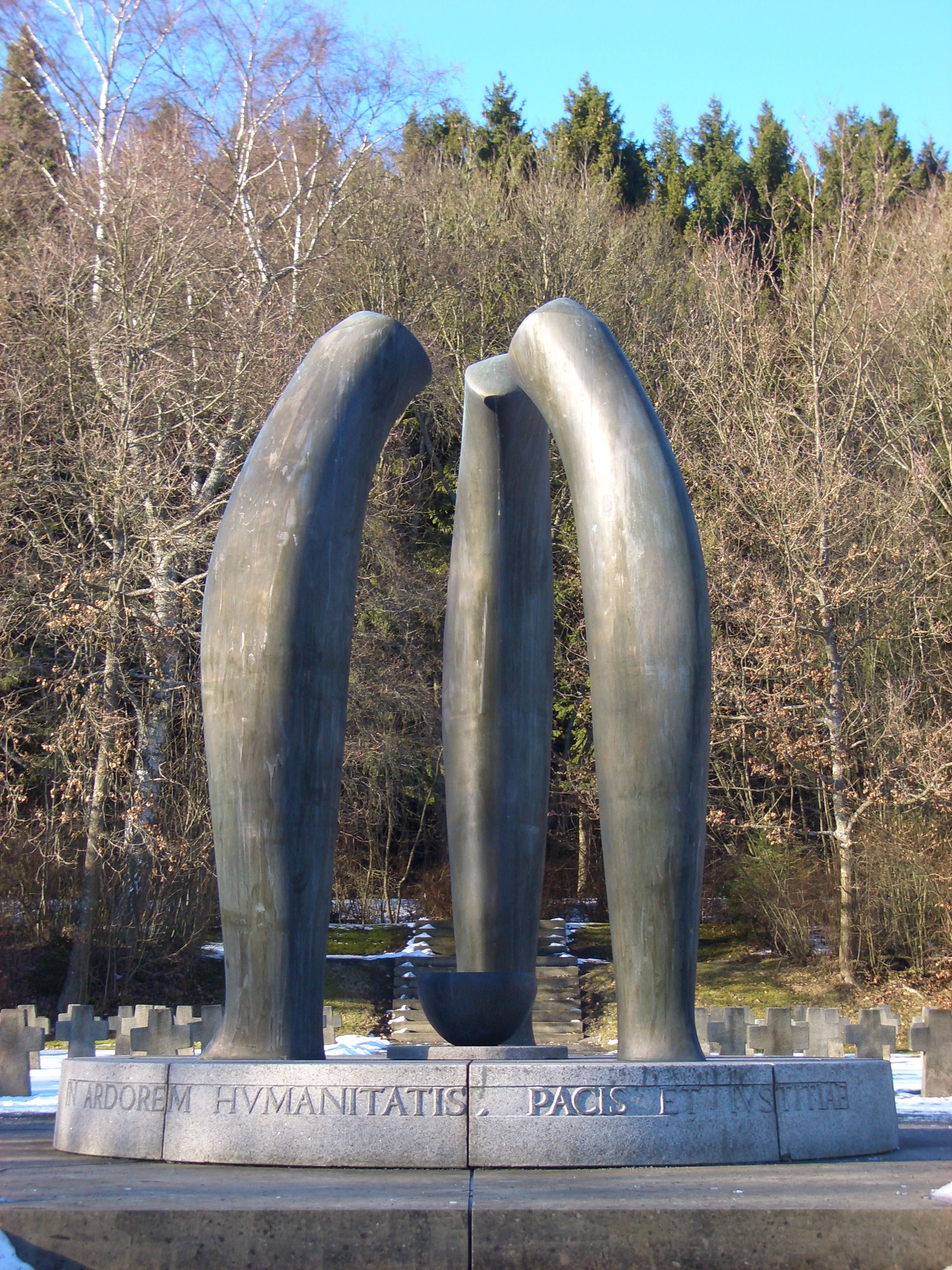
Памятник на территории бывшего лагеря